# Консилер
Консилер (англиц. от conceal «прятать; маскировать; скрывать») маскирующее средство — разновидность косметики, которая скрывает мелкие недостатки на лице, пигментные пятна, прыщи, покраснения, круги под глазами, мимические морщины.

## Описание
Тональный крем не всегда может замаскировать серьёзные изъяны и тогда используют консилер. Косметические средства не устраняют причины упомянутых выше проблем кожи, но помогают быстро и эффективно замаскировать их. Консилер может содержать светоотражающие компоненты и направлен на улучшение цвета лица в целом. Ведущие игроки[какие?] на рынке косметологии выпускают консилеры, в состав которых входят вещества, способные осветлять пигментные пятна, подсушивать акне, а также содержащие полезные для кожи витамины и антиоксиданты.

## История
Считается[кем?], что своим появлением консилер обязан специалистке в области химии Лидии О’Лири, которая в 1928 году разработала особый состав для маскировки родимого пятна. Позже Хелена Рубинштейн предложила делить кожу на три основных типа.
Первым коммерчески доступным для широких масс консилером был Erace от Max Factor, выпущенный в 1954 году.

## Виды консилеров
- Консилер-стик

Удобный вариант для ношения с собой. Текстура плотная, но пластичная. Отлично подходит для маскировки прыщей и синяков, точечных дефектов, например, веснушек, морщин, пигментных пятен, иногда применяется и для устранения тёмных кругов под глазами. Подобное средство рекомендуют использовать обладательницам жирной или комбинированной кожи.
- Консилер-карандаш

Имеет такое же предназначение, как и предыдущий вид косметического средства. Он подходит для маскировки прыщей и угрей. Для глаз его лучше применять с осторожностью: он способствует растяжению кожи и подчёркивает мимические морщинки.
- Жидкий консилер

Жидкий — довольно распространённый и комфортный вариант, часто содержит дополнительные компоненты по уходу за кожей. Также имеет в составе светоотражающие частицы, благодаря которым хорошо маскирует зону под глазами, так как скрывает мешки и тёмные круги. Удобнее всего наносить жидкий консилер при помощи спонжей или кисточек для макияжа, некоторые производители выпускают такой консилер в тюбиках со встроенным мини-спонжем или кисточкой. Подходит для сухого и комбинированного типа кожи.
- Кремовый консилер

Кремовый — наиболее универсальный с точки зрения маскировки: может и синяки скрыть, и с акне помочь, и с пигментацией. Обладает плотной структурой, благодаря чему хорошо закрывает даже ярко выраженные изъяны. Часто выпускается в неудобной форме (например, шайбы). Для нанесения можно использовать пальцы или кисточку.
- Сухой (минеральный) консилер

Этот вид имеет сухую текстуру и рекомендуется для жирной кожи. Он хорошо впитывает излишки жира, и обеспечивает матовость кожи в течение дня. Однако стоит с осторожностью применять его для области вокруг глаз, поскольку сухость кожи в этой области может спровоцировать преждевременное появление морщин или их усугубление.

## Использование консилера
Когда дело доходит до использования консилера, важно понимать какие цели ставятся, ведь существует несколько типов продуктов. Консилер используется в макияже, чтобы скрыть пятна, замаскировать тёмные круги, выделить определённые зоны или скорректировать цвет. Консилер может наноситься как поверх тонального средства, так и под него, в зависимости от типа макияжа.
Консилер наносится на проблемную зону «точечно» — вбивается в кожу пальцем и растушёвывается кисточкой, либо увлажнённым спонжем. Используется как самостоятельный продукт или вместе с тональной основой.

### Сокрытие прыщиков
Для маскировки прыщей важно использовать консилер с густой и хорошо пигментированной текстурой, подходящий к тону кожи Этот тип консилеров может содержать «анти-акне» ингредиенты. Данный тип корректирующего средства довольно плотный, поэтому лучше всего использовать его только для «точечного» маскирования, иначе макияж окажется перегруженным. Лучшие консилеры для этого — кремовые или в стике-карандаше, они хорошо смешиваются с тональным средством.

### Контуринг
Использование консилера для выделения и обострения черт — популярная техника макияжа. Консилером на один-два тона светлее тона кожи можно зрительно высветлить определённые зоны на лице. Например, нанеся V-образную галочку в уголок глаза на нижнем веке, получится перекрыть впадины под глазами. После растушевки он будет притягивать больше света к этой области, создавая видимость ровной, плотной и здоровой кожи. Эту технику можно использовать и на других участках лица, на которые вы хотите сделать светлее. Светоотражающим консилером можно высветлить зону под бровью и добавить этим эффект подтяжки височной области .
Консилеры также работают для создания чётких контуров, если использовать консилер на два тона темнее. Нанося его во впадины щек или по внешнему периметру лица, можно внешне скорректировать форму лица. С помощью одновременного использования консилеров тёмного и светлого оттенков, эффективно визуально «подтянуть» лицо, сгладив, или наоборот заострив черты. Профессиональные визажисты имеют в своем арсенале палитры с большим количеством оттенков корректирующего средства, что позволяет им смешивать и сочетать оттенки по мере необходимости. В обычной жизни достаточно иметь два оттенка (тёмный и светлый), чтобы добиваться при смешивании нужного цвета.

### Коррекция тёмных кругов под глазами
Под глазами оптимально использовать лёгкие консилеры со светоотражающими частицами, которые аккуратно ложатся на тонкую и чувствительную кожу вокруг глаз, не подчёркивая мимические морщинки, не перегружая лицо. Консилер не столько замазывает синяк, сколько высветляют его, отражая свет.
Само средство наносится в уголок глаза, а затем растягивается конусом вниз и аккуратно растушёвывается. При такой манипуляции взгляд «свежеет», а косметическое средство остаётся незаметным.

### База под тени
Консилер используют как подложку под тени для век. Он разработан для нанесения на тонкую подвижную кожу, быстро схватывается и выравнивает тон, не перегружая веко. В качестве базы консилер может выровнять тон кожи, сделать цвета теней и карандашей ярче, а макияж глаз насыщеннее.

## Выбор цвета
Консилеры, как и тональные средства, бывают с жёлтым, нейтральным и розовым подтоном. Выбрать подходящий оттенок можно изучив свотчи в интернете, или протестировав в магазине, но в целом, большинству людей подходят нейтральный и жёлтый подтоны. Также стоит учитывать момент, когда косметический продукт окисляется на коже и немного темнеет.

### Цветокоррекция
Консилеры бывают цвето-корректирующие: зелёные, фиолетовые, оранжевые и другие. Коррекция при помощи цвета — это маскирующая техника, которую профессиональные визажисты использовали много лет и которая стала популярной в широких кругах после того, как появились социальные сети. Принцип действия такой: цвета, противоположные друг другу на цветовом круге, блокируют друг друга.
- Зелёный консилер маскирует красные пятна и прыщи. В случае розацеа или иных покраснений на коже, зелёный консилер может скорректировать нежелательные покраснения и дать ровную основу для нанесения тонального крема[10].

- Фиолетовый или сиреневый консилер используют для жёлтого тона кожи и борьбы с тусклым цветом лица.

Фиолетовый лучше всего подходит для борьбы с жёлтыми оттенками и осветления кожи. Используется, чтобы удалить жёлтые тона со всего лица, или точечно, чтобы скрыть пигментные пятна.
- Оранжевый консилер — для людей с более тёмными тонами кожи, или у которых тёмные круги под глазами.

Оранжевый цвет противоположен синему. Обладателям тёмных оттенков кожи оранжевый поможет скрыть тёмные круги под глазами. Людям с более светлой кожей следует избегать оранжевого цвета и вместо этого использовать корректор персикового цвета.
- Розовый консилер — для людей с более светлым тоном кожи, имеющих тёмные круги под глазами.

Розовый консилер обычно имеет лососевый или персиковый оттенок и создается из смеси красных, оранжевых и жёлтых оттенков. Поскольку эти цвета противоположны синему, зелёному и фиолетовому на цветовом круге, этот продукт лучше всего подходит для сокрытия тёмных кругов под глазами на более светлых тонах кожи.
- Жёлтый консилер маскирует тёмно-фиолетовые синяки, вены и тёмные круги под глазами.

Корректор жёлтого цвета можно использовать, чтобы скрыть любое пятно фиолетового цвета.
- Белый консилер используется для высветления тёмных участков кожи, для добавления зрительного объёма тем участкам на лице, где это требуется, а также для выделения отдельных участков лица (середина лба, спинка носа, середина подбородка, пространство над скулой, под бровью)[10].

## Общие ингредиенты
Консилеры содержат ингредиенты, которые точечно добавляют цвет там, где это необходимо. Безопасность составов консилеров устанавливается путем подбора ингредиентов, которые безопасны и подходят для этой цели. Кроме того, маскирующие средства оцениваются на предмет их способности вызывать раздражение кожи или вызывать аллергические реакции. Безопасность продукции также обеспечивается строгим соблюдением принципов обеспечения качества и надлежащей производственной практики. Это включает в себя тестирование совместимости продукта с упаковкой, а также стабильности на протяжении всего срока годности. Наконец, безопасность продуктов контролируется на рынке, чтобы отслеживать любые комментарии или жалобы потребителей. Компании включают в свои продукты номер телефона, по которому могут быть получены комментарии или жалобы.
Каждый производитель косметики стремится сделать свой продукт наиболее эффективным и безопасным. Далее представлен список компонентов, входящих в большинство производимых на рынке консилеров.
- Касторовое масло (Ricinus Communis (Castor) Seed Oil)
- Диметикон (Dimethicone полидиметилсилоксан)
- Глицерин (Glycerin)
- Тальк (Talc)
- Глицерилстеарат (Glyceryl Stearate)
- Гидролизованный рисовый белок (Hydrolyzed Rice Protein)
- Каолин (Kaolin, белая глина)
- Минеральное масло (Mineral Oil)
- Гидролизованный кукурузный крахмал (Hydrolyzed Corn Starch)
- Ароматизаторы (Fragrance)
- Олеиловый спирт (Oleyl Alcohol)
- Хлорид натрия (Sodium Chloride)
- Цветовые добавки (Color Additives)
- Отражающие свет частицы, например слюда (Mica) или полимеры
- Вода (Aqua, Water)